# Mistrzostwa Świata w Strzelectwie 1906
Mistrzostwa Świata w Strzelectwie 1906 – dziesiąte mistrzostwa świata w strzelectwie. Odbyły się one we włoskim Mediolanie. Udział brali tylko mężczyźni. 
Rozegrano siedem konkurencji. Najlepszym zawodnikiem turnieju był Belg, Charles Paumier du Vergier, który zdobył medale w sześciu z siedmiu konkurencji. W klasyfikacji medalowej zwyciężyła reprezentacja Francji.

## Klasyfikacja medalowa
| Pozycja | Kraj       | Złoto | Srebro | Brąz | Łącznie |
| ------- | ---------- | ----- | ------ | ---- | ------- |
| 1       | Francja    | 3     | 2      | 2    | 7       |
| 2       | Szwajcaria | 2     | 3      | 1    | 6       |
| 3       | Belgia     | 2     | 2      | 4    | 8       |

## Wyniki
| Konkurencja                                     | Złoto                                                                                                | Wynik     | Srebro                                                                                  | Wynik     | Brąz                                                                                                | Wynik     |
| Karabin dowolny, trzy postawy, 300 m            | Eugène Balme                                                                                         | 967 pkt.  | Maurice Lecoq                                                                           | 965 pkt.  | Charles Paumier du Vergier                                                                          | 964 pkt.  |
| Karabin dowolny, trzy postawy, 300 m, drużynowo | Szwajcaria Marcel Meyer de Stadelhofen Jean Reich Louis Richardet Konrad Stäheli Ernst Stumpf        | 4716 pkt. | Francja Eugène Balme Albert Courquin A. Husson Maurice Lecoq Achille Paroche            | 4694 pkt. | Belgia Paul Van Asbroeck Norbert De Ribaucourt Edouard Myin Charles Paumier du Vergier Édouard Poty | 4495 pkt. |
| Karabin dowolny leżąc, 300 m                    | Eugène Balme                                                                                         | 340 pkt.  | Konrad Stäheli                                                                          | 336 pkt.  | Maurice Lecoq                                                                                       | 336 pkt.  |
| Karabin dowolny klęcząc, 300 m                  | Charles Paumier du Vergier                                                                           | 338 pkt.  | Ernst Stumpf                                                                            | 338 pkt.  | Konrad Stäheli                                                                                      | 328 pkt.  |
| Karabin dowolny stojąc, 300 m                   | Albert Courquin                                                                                      | 312 pkt.  | Charles Paumier du Vergier                                                              | 308 pkt.  | Paul Van Asbroeck                                                                                   | 306 pkt.  |
| Pistolet dowolny, 50 m                          | Konrad Stäheli                                                                                       | 512 pkt.  | Paul Van Asbroeck                                                                       | 509 pkt.  | Charles Paumier du Vergier                                                                          | 508 pkt.  |
| Pistolet dowolny, 50 m, drużynowo               | Belgia René Englebert Charles Paumier du Vergier Julien Van Asbroeck Victor Robert Paul Van Asbroeck | 2425 pkt. | Szwajcaria Louis Richardet Conrad Karl Röderer Konrad Stäheli Jakob Schalcher Karl Hess | 2422 pkt. | Francja Augustin Barbillat Jean Fouconnier Louvier Léon Moreaux Raphaël Py                          | 2361 pkt. |